# Ковачите (филм, 1895)
„Ковачите“ (на френски: Les Forgerons) е френски късометражен документален ням филм от 1895 година, заснет от режисьора и продуцент Луи Люмиер. Филмът е част от програмата на първия комерсиален киносеанс на братята Люмиер, състоял се на 28 декември 1895 година в сутерена на „Гранд Кафе“ на „Булеварда на Капуцините“ в Париж.

## Сюжет
Двама мъже работят в ковачницата. Мъжът вляво на кадъра удря с чука металната заготовка върху наковалнята, докато този вдясно духа с духалката. Първият мъж оставя чука и потапя заготовката в казан с вода. Появява се трети мъж, носещ чаша и бутилка в ръцете си. Оставя чашата и шишето до чука и наковалнята и започва да налива питие.